# Canan Tan
Pour les articles homonymes, voir TAN.
Canan Tan, née en 1951 à Ankara, est une auteure turque.

## Biographie
Elle est diplômée de la Faculté de pharmacie de l'Université d'Ankara. Une fois diplômée, elle s'est mariée et s'est installée pour un certain temps à Diyarbakır, ville à l'Est de la Turquie. Après plusieurs années, elle s'installe à Izmir où elle est devenue chroniqueuse pour le journal Yeni Asır. 
Canan Tan a reçu de nombreux prix et récompenses dans des concours littéraires variés.
Son premier livre Ister Mor Ister Mavi, est sorti en 1996. Ce qui lui a permis d'obtenir le titre de première femme écrivaine en Turquie dont le recueil est composé d'histoires humoristiques. 
Elle a écrit 30 livres, dont le dernier est Kelepçe édité en avril 2016.

### Romans
- Piraye: The Bride Of Diyarbakir (2000)
- Eroinle Dans (2005)
- Yüreğim Seni Çok Sevdi (2008)
- En Son Yürekler Ölür (2009)
- Iz (2011)
- Issız Erkekler Korosu (2012)
- Hasret (2013)
- Pembe ve Yusuf (2014)
- Kelepçe (2016)

### Nouvelles
- Çikolata Kaplı Hüzünler (2007)
- Söylenmemiş Şarkılar (2008)
- Aşkın Sanal Halleri (2010)
- Yolum Düştü Amerikaya

### Histoires humoristiques
- Ister Mor Ister Mavi (1996)
- Türkiye Benimle Gurur Duyuyor ! (2004)
- Sol Ayağımın Baş Parmağı (2008)
- Oğlum Nasıl Fenerbahçeli Oldu ?
- Fanatik Galatasaraylı ! (2011)
- Beşiktaşım Sen Çok Yaşa !
- Ah Benim Karım Ah Benim Kocam (2015)

### Histoires pour enfants
- Sevgi Yolu (1997)
- Beyaz Evin Gizemi (2003)
- Sokaklardan Bir Ali (2006)
- Arkadaşım Pasta Panda (2007)
- Ah Şu Uzaylılar (2011)
- Sevgi Dolu Bir Yürek (2016)
- Uzay Kampı Maceraları
- Uzaylılar Aramızda
- Sokakların Prensesi Şima
- Aliş ile Maviş dizisi

## Récompenses
- 2010 : Prix de l'auteur le plus lu de 2009, par l'association des bibliothécaires turcs.
- 2004 : Prix de l'éditorialiste de l'année 2004, par la direction nationale de l'éducation d'Izmir.
- 1999 : Premier prix dans la catégorie des histoires de long métrage, lors de la 10ème cérémonie Orhon Murat Arıburnu.
- 1998 : Prix des histoires pour enfants, lors de la 75ème années de la municipalité de Izmir.
- 1997 : Prix des romans pour enfants, par la mairie d'Izmir.
- 1997 : Premier prix, au concours des histoires humoristiques Rıfat Ilgaz.
- 1997 : Premier prix, au concours des histoires pour enfants de BU Yayınevi.
- 1996 : Prix de la première femme écrivaine en Turquie, par İnkılâp Kitabevi.